# Psilocarphus
Psilocarphus é um género botânico pertencente à família Asteraceae.